# Davide Rigon
Davide Rigon, född den 26 augusti 1986 i Thiene, Veneto, är en italiensk racerförare.

## Racingkarriär
Rigon slog igenom 2005 då han vann Formel Azzura och blev sexa i Formula Renault 2.0 Italia. Året därpå blev Rigon tvåa i italienska F3, vilket gav en heltidssäsong i Euroseries 3000, där han i konkurrens med bland annat Formula Renault 3.5 Series-mästaren Alx Danielsson vann serien. Året efter såg ut att bli ett förlorat år, tills han fick kontrakt med Beijing Guoan i Superleague Formula 2008. Han vann seriens första tävling på Donington Park och vann serien totalt, efter att ha gjort en jämn och stabil säsong.